# Luz do Mundo (álbum de Rebanhão)
Luz do Mundo é o segundo álbum de estúdio da banda de rock cristão Rebanhão, lançado em 1983, após a repercussão positiva e ao mesmo tempo negativa do disco anterior. Através da obra, o Rebanhão conseguiu ter suas músicas tocadas em diversas rádios FMs não-evangélicas da cidade do Rio de Janeiro. Foi lançado pela gravadora Arca Musical Evangélica.
A obra foi gravada nos Estúdios Transamérica, no Rio de Janeiro e conteve a estreia de Paulo Marotta nos vocais da banda. Luz do Mundo foi lançado simultaneamente em fita cassete, e anos depois em CD numa rara versão remasterizada.
A canção "Hoje Sou Feliz", escrita por Janires, fez homenagem ao ex-piloto e amigo do músico, Alex Dias Ribeiro. Nesta mesma faixa, Paulo Marotta estreia como vocalista.
Em 2015, foi considerado, por vários historiadores, músicos e jornalistas, como o 6º maior álbum da música cristã brasileira, em uma publicação dirigida pelo portal Super Gospel. Em 2019, foi eleito pelo mesmo veículo o 8º melhor álbum da década de 1980.

## Antecedentes
O álbum Mais Doce que o Mel (1981) fez com que o Rebanhão se tornasse um sucesso imediato no meio evangélico, com apresentações em espaços públicos e teatros. Durante este período, o grupo chegou a fazer algumas apresentações com a dupla de MPB Edson e Tita, durante a turnê do álbum Novidade de Vida (1982).

## Gravação
Após a repercussão do disco anterior, a banda preparou-se para gravar Luz do Mundo, disco que refletiu o amadurecimento musical e técnico da banda. Com a saída de Zé Alberto, o grupo optou por Edinho atuar como músico convidado na percussão. Gravado nos Estúdios Transamérica, a maior parte de composições desta vez vieram de Janires, que regravou as canções "Taças de Cristais" e "Casa no Céu" com novos arranjos, obras anteriormente gravadas em seu demo Rebanhão (1979). Pedro Braconnot, além de um piano de cauda trabalhou com sintetizadores Phophet-5, e Paulo Marotta estreia nos vocais em "Hoje sou Feliz", duetando com Janires, canção dedicada à Alex Dias Ribeiro. O álbum foi masterizado em Boston.

## Lançamento e recepção
| Críticas profissionais | Críticas profissionais |
| Avaliações da crítica  | Avaliações da crítica  |
| Fonte                  | Avaliação              |
| ---------------------- | ---------------------- |
| O Propagador           | [ 10 ]                 |
| Super Gospel           | [ 11 ]                 |

Luz do Mundo foi originalmente lançado pela gravadora Arca Musical Evangélica em 1983, em formatos vinil e cassete. Algumas de suas faixas chegaram a ser executadas em rádios não-cristãs do Rio de Janeiro. As versões em CD chegaram na década de 1990, com diferentes versões do encarte, em edições limitadas. Somente em 2018 o disco voltou a ser vendido novamente pela banda, em seu site. Em 2019, o álbum foi disponibilizado nas plataformas digitais com a distribuição da gravadora Doce Harmonia.
O álbum recebeu aclamação da mídia especializada em críticas retrospectivas. No guia discográfico do portal O Propagador, o disco é definido como uma sequência positiva de Mais Doce que o Mel: "As composições de Janires estão cada vez mais refinadas. “Hoje sou Feliz” e “Casa no Céu” possuem lírica impressionante, enquanto as composições de Carlinhos se mantém no mesmo nível". Em texto de Thiago Junio para o Super Gospel, é defendido que "o primeiro disco é a melhor produção do Rebanhão de sempre, porém Luz do Mundo junta-se certamente aos clássicos da banda, principalmente porque os dois álbuns se assomam, em qualidade estética, sonora e de conteúdo, em relação aos demais".

## Faixas
| Lado A |                                              |                 |                         |         |  |
| N.º    | Título                                       | Compositor(es)  | Vocais                  | Duração |  |
| 1.     | "Luz do Mundo"                               | Carlinhos Felix | Carlinhos Felix         | 3:38    |  |
| 2.     | "Hoje Sou Feliz"                             | Janires         | Paulo Marotta e Janires | 3:09    |  |
| 3.     | "U.A.I. (Unidos no Arrebatamento da Igreja)" | Janires         | Janires                 | 4:45    |  |
| 4.     | "Com Cristo em Mim"                          | Pedro Braconnot | Carlinhos Felix         | 2:08    |  |
| 5.     | "Casa no Céu"                                | Janires         | Janires                 | 2:02    |  |

| Lado B |                     |                 |                 |         |  |
| N.º    | Título              | Compositor(es)  | Vocais          | Duração |  |
| 1.     | "Sinal Verde"       | Carlinhos Felix | Carlinhos Felix | 2:39    |  |
| 2.     | "Ano 2000"          | Janires         | Janires         | 4:11    |  |
| 3.     | "Jesus Meu Refúgio" | Carlinhos Felix | Carlinhos Felix | 2:36    |  |
| 4.     | "Taças de Cristais" | Janires         | Janires         | 2:39    |  |
| 5.     | "De que Adianta"    | Carlinhos Felix | Carlinhos Felix | 3:22    |  |

## Ficha técnica
Abaixo, listam-se todos os músicos envolvidos na gravação do álbum Luz do Mundo:
Banda
- Janires – vocal, ovation
- Carlinhos Felix – vocal, guitarra, craviola, ovation
- Pedro Braconnot – teclado, piano, sintetizadores
- Paulo Marotta – baixo, vocal
- Kandell – bateria

Músicos convidados
- Edinho – percussão

Equipe técnica
- Vanderley Loureiro – mixagem e engenheiro de som
- David N. de Figueiredo – direção de produção
- Laci – auxiliar
- Billy – auxiliar
- Gilmario – auxiliar
- Wilson Medeiros – montagem

Projeto gráfico
- Sergio – fotografias
- Valter Karsis – design
- Hélio Dias – capa